# Максимовский сельсовет (Амурская область)
Макси́мовский сельсове́т — сельское поселение в Октябрьском районе Амурской области.
Административный центр — село Максимовка.

## История
Максимовский сельсовет образован в 1924 году. Указом Президиума ВС РСФСР от 18.06.1954 года и решением облисполкома № 478 от 30.06.1954 года Максимовский и Кутиловский сельсоветы обледенены в один Максимовский сельсовет с центром села Максимовка. С 1965 года по 1967 год в состав сельсовета входило село Борисоглебка.
17 марта 2005 года в соответствии с Законом Амурской области № 457-ОЗ муниципальное образование наделено статусом сельского поселения.

## Население
| 2002 | 2010 | 2011 | 2012 | 2013 | 2014 | 2015 |
| ---- | ---- | ---- | ---- | ---- | ---- | ---- |
| 473  | ↘398 | ↘396 | ↗401 | ↗406 | ↘405 | ↘399 |
| 2016 | 2017 | 2018 | 2021 |      |      |      |
| ↗401 | ↘396 | ↘379 | ↗502 |      |      |      |

## Состав сельского поселения
| № | Населённый пункт | Тип населённого пункта       | Население |
| - | ---------------- | ---------------------------- | --------- |
| 1 | Кутилово         | село                         | ↘47       |
| 2 | Максимовка       | село, административный центр | ↘332      |